# Horné diery

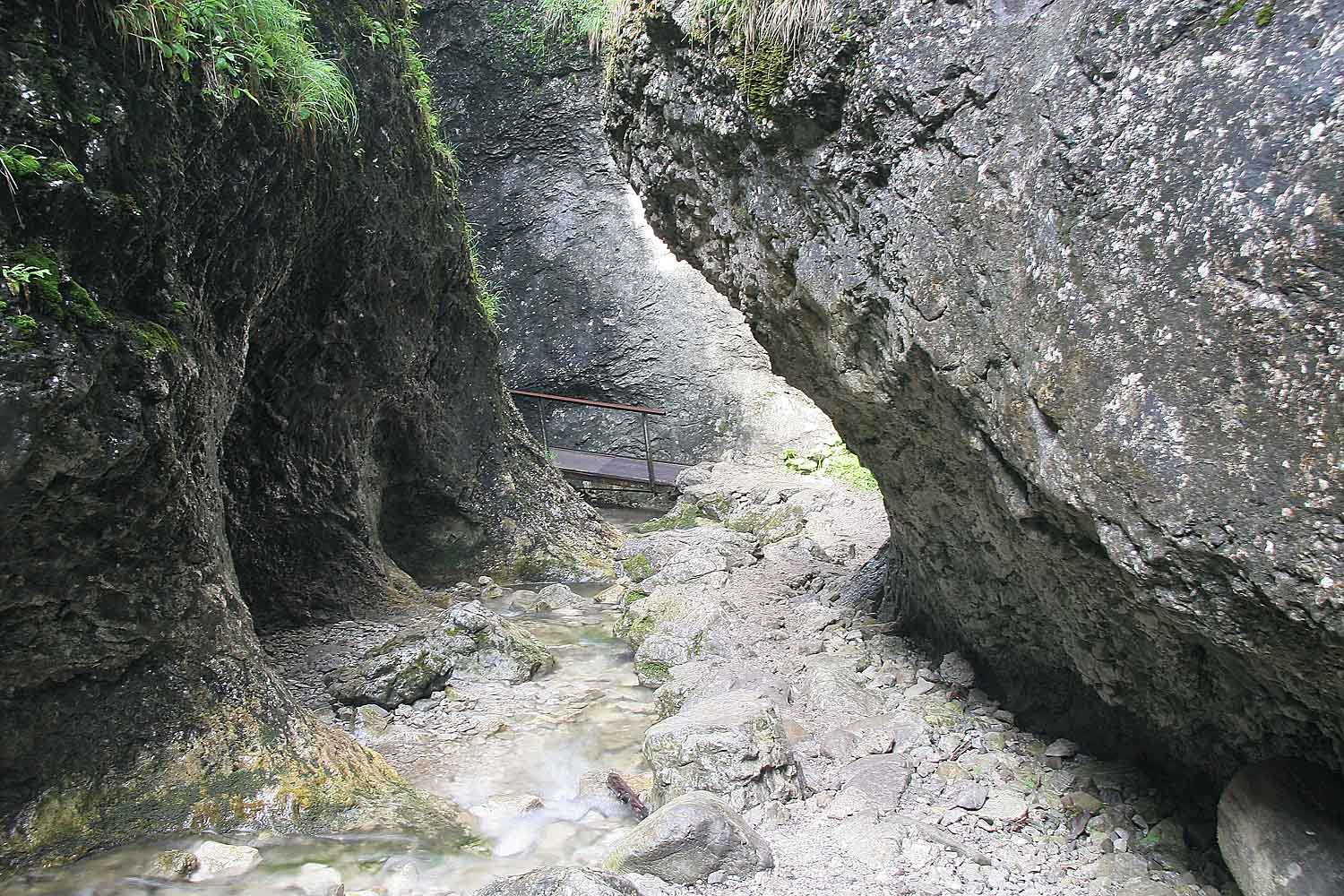
Erozní hrnce v soutěsce

Horné diery je turisticky významná soutěska v Krivánské Malé Fatře u obce Terchová. Jsou součástí Jánošíkových dier. Tvoří je soutěska potoka Diery, protékající mezi vrchy Velký Rozsutec a Malý Rozsutec v přírodní rezervaci Rozsutec. Vynikají bohatstvím živočišných a rostlinných druhů vyhledávajících chladné a vlhké ekosystémy.

## Vodopády
Potok překonává prudké klesání soustavou šestnácti vodopádů s výškou 1 m až 5 m, které tvoří přírodní památku Vodopády Dierového potoka.

## Přístup
Soutěska je při velkých deštích neprůchodné, protože se dají zdolat pouze pomocí žebříků, řetězů a lávek. Uzavřené jsou též v zimním období.